# 払子

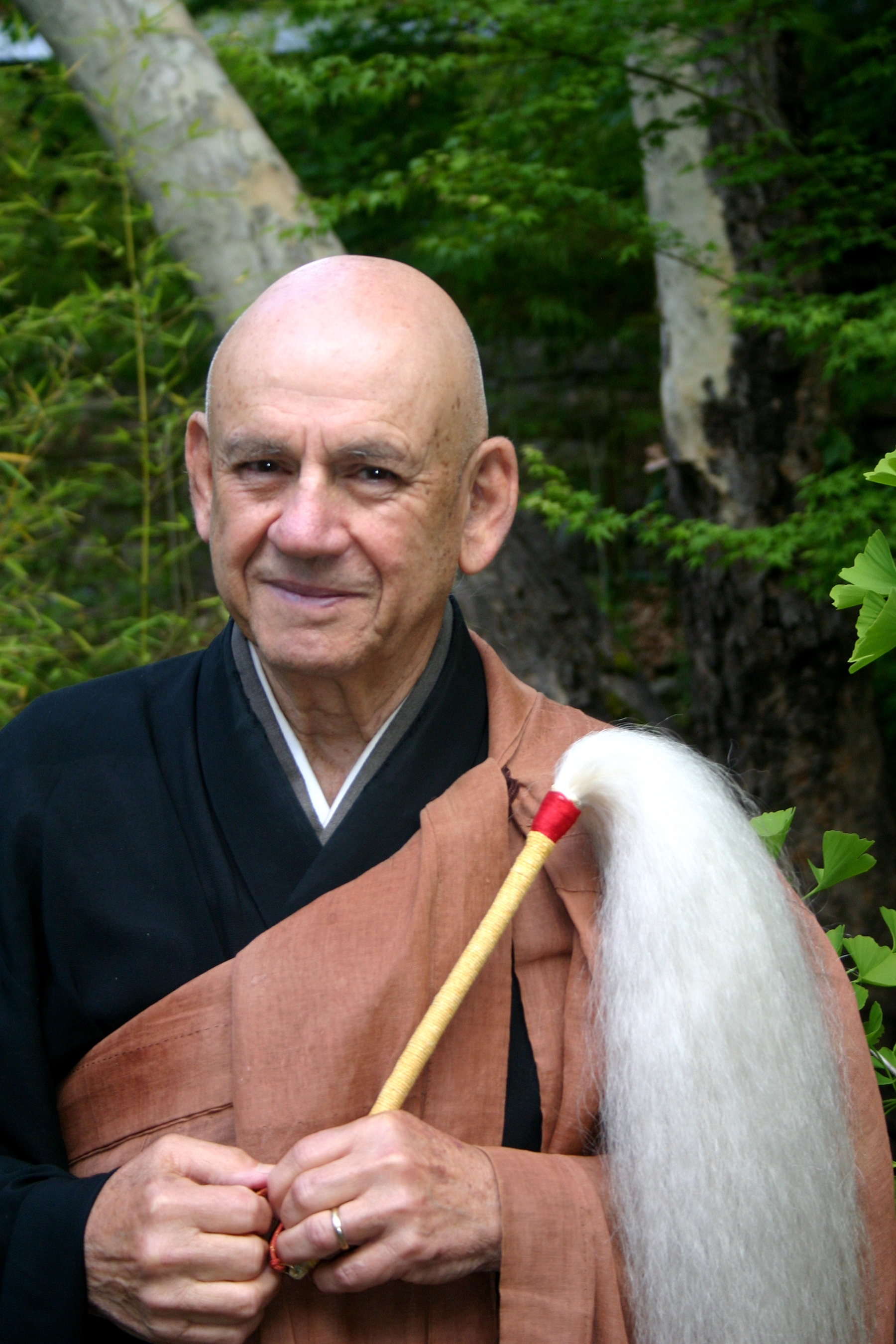
手に払子を持つ僧

払子（ほっす）は、仏教の僧侶や道教の道士が携行した埃や蚊蠅（ぶんよう）を払うための道具。後世になり中国の禅宗で本来の用法を離れて説法の際に用いる法具となった。麈尾（しゅび）、白払（びゃくほつ）ともいう。

## 歴史
古代インドの仏教において「不殺生戒」の戒律を守るために虫を払う払子が使用された。インド仏教の衰退後もジャイナ教ではアヒンサーの戒律を守るために払子を使用している。
中国では拄杖とともに禅寺で住持（住職）が説法を行う際に持つ道具に変化した。払子には煩悩を払うという意味もあったとされ、払子自体が仏法の働きを意味するようになった。日本にも鎌倉時代に伝来し、浄土真宗以外の各派で儀式や装飾に用いられるようになった。

## 象徴性
麈尾の別名があるように麈（おおじか、大鹿）の毛を用いたものもあり、大鹿の尾の動きに群れの鹿が従う様子から教主に従う意味を表しているという。また、ヤクの尾の毛を用いたものは厄を払うという語呂合わせによるという。
重要な法具として師匠から弟子に受け継がれることもあり、白隠は印可の証となる掛軸に拄杖と払子を描いている。